# The Final Cut (film, 2004)
The Final Cut är en amerikansk film från 2004. Filmen är regisserad av Omar Naïm och ser bland andra Robin Williams i huvudrollen. Den hade amerikansk premiär 15 oktober 2004.
Alan Hakman är filmredigerare som har klippt filmer i hela sitt liv och som har filmat allt man kan tänka sig, från bestialiska mord till incest och våldtäkt. Trots hans kyla inför det han utsätter andra människor för vänder sig en kvinna till honom, en kvinna som nyligen blivit änka, och som undrar vad det finns för samband mellan den avlidne mannen och det kval som Hakman genomgår genom de foton och  filmklipp som han bland annat genom sin barndom blir utsatt för.

## I rollerna (urval)
- Robin Williams – Alan Hakman
- Mira Sorvino – Delila
- Jim Caviezel – Fletcher